# Mecynoptera
Mecynoptera là một chi bướm đêm thuộc họ Erebidae.